# Collège de Sorbonne
Cet article possède des paronymes, voir Collège doctoral de la Sorbonne et Collège des licences de la Sorbonne.
Pour les autres utilisations du mot Sorbonne, voir Sorbonne (homonymie).
 (novembre 2012).
Si vous disposez d'ouvrages ou d'articles de référence ou si vous connaissez des sites web de qualité traitant du thème abordé ici, merci de compléter l'article en donnant les références utiles à sa vérifiabilité et en les liant à la section « Notes et références ».
Le collège de Sorbonne, ou maison de Sorbonne (domus de Sorbonna), fondé en 1257 par Robert de Sorbon avec le soutien du roi de France Louis IX, est une institution de l'ancienne université de Paris, plus précisément de la faculté de Théologie, aux côtés du collège de Navarre, fondé en 1304.
Le collège de Sorbonne occupait des bâtiments situés à l'emplacement de l'actuelle Sorbonne (rue des Écoles, Paris V°).
Il est supprimé en 1793, lorsque la Convention nationale décide la fermeture de toutes les universités de France et des institutions qui lui sont liées.
Son importance dans l'ancienne université de Paris est attestée par le fait que la formulation « la Sorbonne » en vient à désigner la faculté de Théologie, moquée à la Renaissance en raison de son conservatisme par Rabelais qui parle des « Sorbonnagres », c'est-à-dire « les ânes de la Sorbonne »), et plus tard, l'université de Paris tout entière (c'est pourquoi on retrouve son nom dans celui de quatre universités actuelles : « Sorbonne Université », « Paris 1 Panthéon-Sorbonne », « Sorbonne-Nouvelle » et « Sorbonne-Paris-Nord »).

## Contexte
- l'université de Paris, une des plus anciennes universités d'Europe
- les collèges universitaires

L'institution des collèges universitaires a disparu en France, mais existe toujours dans certaines universités anglaises : un étudiant de l'université de Cambridge est inscrit dans un collège (par exemple King's College, un des trente et un de cette université). En France, les collèges universitaires sont devenus au fil du temps des établissements d'enseignement secondaire (à l'époque moderne, par exemple le collège Louis-le-Grand), aujourd'hui des établissements secondaires du premier cycle.
Au Moyen Âge, l'université a pour fonction d'attribuer des grades universitaires (bachelier, licencié, docteur) dans quatre facultés (Arts, Droit, Médecine, Théologie) et de dispenser des enseignements. Un étudiant doit d'abord passer par la faculté des Arts (matières du quadrivium et du trivium) avant d'accéder à une des trois autres facultés.
Les collèges ont pour fonction première de fournir à des étudiants ses moyens d'existence, mais ils vont aussi assumer une part de plus en plus importante des enseignements.

## Histoire du collège de Sorbonne

### Fondation (1257)
Robert de Sorbon, chapelain du roi Louis IX (saint Louis à partir de 1297), connaissant les difficultés des étudiants (appelés à l'époque « escholiers, écoliers ») sans fortune pour parvenir au grade de docteur, fait établir en février 1257 une maison (domus) qu'il destina à un certain nombre d'ecclésiastiques séculiers qui, vivant paisiblement en communauté, seraient entièrement occupés à l'étude et l'enseignement. Il n'existe alors en Europe aucune communauté d'ecclésiastiques séculiers.

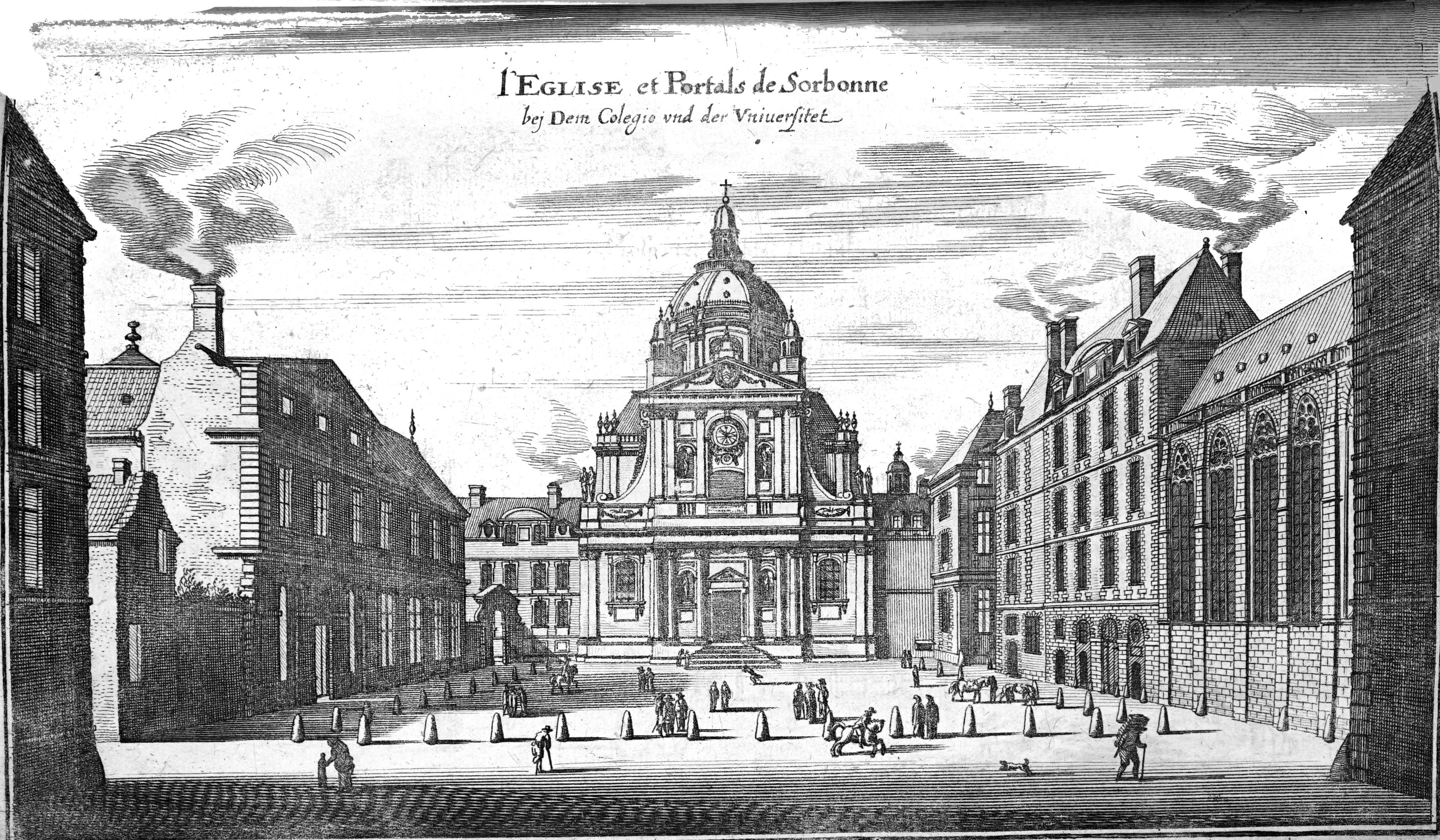
Le collège de Sorbonne au XVIIe siècle après la reconstruction par Richelieu.

Louis IX participe au projet de Robart de Sorbon. Possédant dans ce quartier une série de maisons située le long de la façade sud du bâtiment des anciens thermes romains, il en cède une au moment de l'acte, située rue Coupe Gueule, et deux autres en 1258, l'une située rue des Deux-Portes (actuelle rue de la Sorbonne), l'autre rue des Maçons. Ces maisons, convenablement restaurées, deviennent propriété du collège et lui assure un revenu grâce aux locations.
Le produit des loyers est destiné à l'entretien des « pauvres écoliers » (boursiers). Le roi leur donne en plus en espèces, aux uns deux sous, aux autres un sou, aux autres dix-huit deniers (soit un sou et demi), pour les aider à vivre. Le nombre de pauvres écoliers admis dans le collège sous le règne de Louis IX s'élève à 100.
Ce collège a la dénomination officielle de « pauvre maison » (les maîtres qui y enseignent sont appelés « pauvres maîtres »), mais il reçoit très vite le nom usuel de « collège de Sorbonne ».

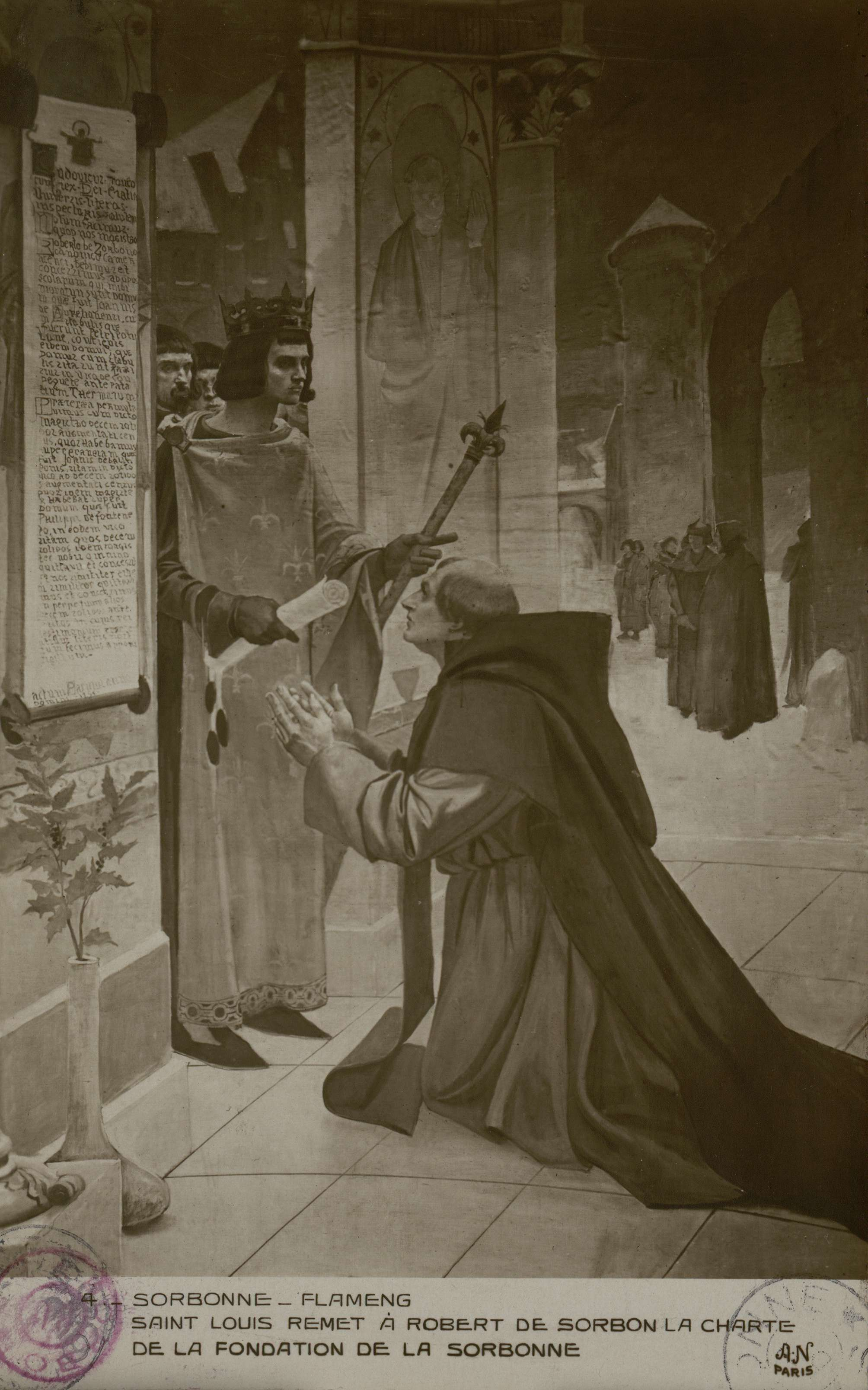
Saint Louis remet à Robert de Sorbon la charte de la fondation de la Sorbonne.

Robert de Sorbon acquiert par la suite de l'archevêque de Bourges, Guillaume de Cambrai, un terrain s'étendant de la Sorbonne jusqu'à la rue des Poirées, sur lequel il fonde le collège de Calvy ou « petite Sorbonne », pour loger certains étudiants de la faculté des Arts (humanités et philosophie).

### Moyen Âge
Robert de Sorbon fonde le Collège de la Sorbonne au XIIIe siècle avec pour objectif « d'offrir aux clercs séculiers un environnement propice aux études ».
Lors de sa création, l'emploi du terme collegium  s'appliquait à la seule communauté de boursiers, mais a progressivement évolué pour coexister et remplacer le terme de domus pour qualifier l'institution. Ce changement terminologique marquera « les fondations séculières ultérieures ».
A rebours de plusieurs collèges parisiens, le Collège de la Sorbonne « ne dispose pas d'un acte de fondation en bonne et due forme » mais d'une charte délivrée en février 1257. De même, les premiers statuts de la Sorbonne ne font pas l'objet d'un enregistrement par acte authentique. En effet, la première charte de statuts fut promulguée le 18 août 1280 pour le Collège du Trésorier (1268) ». Enfin, les coutumes en usage en Sorbonne furent transcrites en règlement le 1 mai 1330.

### Renaissance: la première imprimerie en France
En 1469, Jean Heynlin, recteur, installe au cloître Saint-Benoit un atelier typographique sur le modèle de Gutenberg, le premier dans le royaume de France (dans ses limites de l'époque). Les premiers typographes, au nombre de trois, sont d'origine allemande ou suisse.
Le premier ouvrage est imprimé en 1470 (Epistolae de Gasparin de Bergame). Heynlin est ensuite assisté par Guillaume Fichet, dont le livre Rhetorica est publié un peu plus tard.
À cette époque, le collège de Sorbonne devint le siège des assemblées et des examens de la faculté de théologie.

### Époque moderne (1492-1789)

#### Événements marquants
Richelieu y fait ses études, puis devient associé (socius), puis prieur et proviseur. Devenu Premier ministre de Louis XIII en 1624, il fait rebâtir l'édifice (1629-1642).
En 1648, le collège de Sorbonne obtient l'administration du collège du Plessis, à la suite de la destruction du collège de Calvy et du collège des Dix-Huit.

#### Chaires créées à l'époque moderne
- Chaire de lecteur, fondée en 1532[Quoi ?] par Ulrich Gering.
- Chaire de théologie contemplative, fondée en 1596 par Henri IV.
- Chaire de théologie positive, fondée en 1596 par Henri IV.
- Chaire d’interprétation de l’écriture sainte, fondée en 1606 par M. de Pellejai.
- Chaire des cas de conscience, fondée en 1612 par M. de Rouan, principal du collège des Trésoriers.
- Chaire des controverses, fondée en 1616 au nom de Louis XIII par la régente Marie de Médicis ;
- Chaire d'interprétation du texte hébreu de l'Écriture sainte, fondée en 1751 par le duc Louis d'Orléans.

## Fonctionnement du collège

### Direction et administration
Il existait plusieurs charges pour l'administration du collège : 
- le proviseur : charge confiée à un des membres importants de l'appareil d'État, comme Richelieu au XVIIe siècle ;
- le prieur : charge confiée à un associé bachelier. Le prieur présidait les assemblées de la Société, les actes des Robertines et les soutenances de thèse sorbonique de la licence dont il faisait l'ouverture et la clôture. Il était le gardien des clefs et signait les actes en premier ;
- le sénieur : [pas clair] il était un des députés nés de la faculté de théologie ;
- le conscripteur ;
- les professeurs ;
- le bibliothécaire ;
- le procureur.

### Les professeurs
Il y avait au collège de Sorbonne au moins six professeurs enseignant gratuitement les différentes parties de la théologie. Il y avait également des docteurs qui faisaient une étude de la morale.

### Les étudiants
Le collège de Sorbonne admettait des docteurs en théologie, des bacheliers en théologie boursiers et non-boursiers. Les docteurs et les bacheliers pouvaient également avoir chez eux de « pauvres étudiants ». Le recrutement était ouvert à toutes les nationalités et à toutes les origines familiales.

### Les locaux du collège
Le collège de Sorbonne comportait trente-six appartements.
Il comportait aussi une bibliothèque, qui devint rapidement une des plus importantes de Paris.

## Listes des personnalités liées au collège

### Proviseurs et prieurs
- Johann Heynlin, vers 1470 (originaire du Saint-Empire), introducteur de l'imprimerie à la Sorbonne et en France
- le cardinal de Richelieu

### Professeurs
- Guillaume Fichet, vers 1470

### Élèves illustres
- Antoine Arnauld.
- Hardouin de Beaumont de Péréfixe, évêque de Rodez.
- Clément VI, pape.
- Emmanuel-Louis de Cugnac, (1729-1800), dernier évêque de Lectoure.
- Jean-Baptiste Dubos, historien et critique, secrétaire perpétuel de l'Académie française.
- André Duval, doyen de la Faculté de théologie de Paris.
- Armand Jean du Plessis de Richelieu.
- Jérôme-Claude Gandolphe, députés à l'Assemblée constituante.
- Charles Gobinet, écrivain religieux et pédagogue, ancien principal du collège du Plessis.
- Philippe de Gamaches, théologien, premier titulaire de chaire de théologie positive à la Sorbonne.
- Jacques Lescot, évêque de Chartres, principal du collège de Dainville.
- Louis-Antoine de Noailles, archevêque de Paris.
- Jean-Jacques Olier, fondateur de la communauté des prêtres du séminaire de Saint-Sulpice à Paris.
- Nicolas Oresme, grand-maître du collège de Navarre.
- Pierre Sigorgne, grand vicaire du diocèse de Mâcon, correspondant de l'Institut.
- Edmond Richer.
- Pierre-François Tinthoin (1751-1826).
- François Villon.
- Benoît de Kervilleau (avant 1569-1624), théologal de l'évêché de Saint-Pol-de_léon, maître de la confrérie es arts
- Melchior de Berlier-Tourtour (1745 - 1820), chanoine de Paris.

## Possessions foncières du collège
- Bâtiments du collège dans le Quartier latin
- Maisons à Paris (dons de Louis IX)
- Propriété de Bagneux[7], domaine agricole comportant des vignes.